# Stereodon pallidisetus
Stereodon pallidisetus là một loài Rêu trong họ Hypnaceae. Loài này được (Brid.) Brid. miêu tả khoa học đầu tiên năm 1827.